# International Traditional Karate Federation

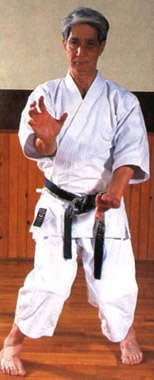
Gründer Nishiyama Hidetaka

Die International Traditional Karate Federation (ITKF; bekannt in Japan als Kokusai Dentō Karate Renmei) ist ein durch Hidetaka Nishiyama gegründeter internationaler Dachverband für traditionelles Karate.
Am 27. September 1974 wurde die International Traditional Karate Federation noch unter dem Namen International Amateur Karate Federation gegründet. 1986 folgte dann die Umbenennung in International Traditional Karate Federation. Die ganze Zeit ging es darum, wer vom IOC die Anerkennung erhält. Die WUKO oder die ITKF.
Die IAKF führte fast zeit- und ortsgleich ihre Weltmeisterschaften wie die WUKO durch.
1975 in Kalifornien und 1977 in Tokyo, Japan. Weitere Meisterschaften und Wettkämpfe folgten.
Um Karate olympisch werden zu lassen, schickte Nishiyama 1976 einen entsprechenden Antrag an das Internationale Olympische Komitee. Zu Beginn der 1990er Jahre sollten sich die ITKF und die World Union of Karate Do Organisations (WUKO) zu diesem Zweck zusammenschließen, was jedoch nicht realisiert wurde und einen herben Rückschlag für Karate bei Olympia darstellte. Die WUKO und die International Traditionell Karate Federation (ITKF) bildeten dann eine Konföderation, die drei Jahre später (1993) vom IOC als einziger Weltverband für Karatesport anerkannt wurde, die World Karate Federation (WKF).

## Benennung
- 1974 International Amateur Karate Federation (IAKF)
- 1986 International Traditional Karate Federation (ITKF)

## Quelle
- History of ITKF